# Frederick Jacobi
Frederick Jacobi (* 4. Mai 1891 in San Francisco, Kalifornien; † 24. Oktober 1952 in New York, N.Y.) war ein US-amerikanischer Komponist.
Jacobi, Sohn des noch in Darmstadt geborenen Weinhändlers Frederick Jacobi Sr. und der  Flora Jacobi, geb. Brandenstein, studierte in New York bei Rubin Goldmark, Ernest Bloch, Rafael Joseffy und Paolo Gallico sowie bei Paul Juon in Berlin. Er war von 1913 bis 1917 Kapellmeister der Metropolitan Opera. Seit 1924 unterrichtete er Musiktheorie an der Master School of United Arts und ab 1936 Komposition an der Juilliard School.
Er komponierte zwei Sinfonien, drei sinfonische Dichtungen, eine Orchestersuite, eine Ode für Orchester, Indian Dances für Orchester, ein Violin-, ein Cello- und ein Klavierkonzert, kammermusikalische Werke, eine Oper, eine Kantate, eine Sabbath-Liturgie, Chorwerke und Lieder.
2010 wurde vom Verein Musica Judaica im Bechstein-Centrum in Frankfurt am Main die Fantasy for Viola and Piano zu Gehör gebracht. Die Bratsche spielte Julia Rebekka Adler.